# Gisela Hoffmann
Gisela Hoffmann (* 1963 in Fehmarn) ist eine deutsche Künstlerin.

## Leben
Anschließend an ein Studium in Kunstgeschichte an der Friedrich-Alexander-Universität Erlangen-Nürnberg, studierte Gisela Hoffmann von 1987 bis 1992 freie Textilkunst bei Stephan Eusemann und Hanns Herpich an der Akademie der Bildenden Künste Nürnberg. Bereits während dieser Zeit erhielt die Künstlerin zahlreiche Preise bzw. Auszeichnungen und hatte vielmalige Ausstellungsbeteiligungen im In- und Ausland. Seit 1993 ist sie als freischaffende Künstlerin tätig (Konkrete Kunst). Schwerpunkt ihres künstlerischen Schaffens bilden Kunst-am-Bau-Projekte wie zum Beispiel die „Viertel-Säule“ in der Bayerischen Staatskanzlei in München (1997) sowie die Installation „Osmose“ im Museum für Konkrete Kunst in Ingolstadt (2004–2014).

## Auszeichnungen
- 1989: Akademie-Preis
- 1989: Danner-Klassenpreis
- 1990: Preis der Stadt Sindelfingen
- 1990: Akademie-Preis
- 1992: Danner-Klassenpreis
- 2000: Debütantenkatalog gefördert durch das bayerische Staatsministerium
- 2004–2005: Stipendium des bayerischen Staatsministeriums
- 2005: Anerkennungspreis der Nürnberger Nachrichten
- 2024: Großer Kulturpreis der Stadt Nürnberg

## Sammlungen (Auswahl)
- Sammlung Marli Hoppe-Ritter in Waldenbuch
- Indang Museum in Daegu, Südkorea
- Foundation Vera Röhm in Lausanne
- Bayerische Staatsgemäldesammlung München
- Museum für Konkrete Kunst in Ingolstadt
- Messmer Foundation in Riegel
- pro arte ulmer kunststiftung
- Kunstvilla in Nürnberg
- Artothek in Nürnberg

## Ausstellungen (Auswahl)
- 1990: Preis der Stadt Sindelfingen – Ausstellung Galerie der Stadt Sindelfingen
- 1991: Textilkunst im Kirchenraum Stadtkirche Darmstadt
- 1993: Flexible I – Pan European Art Oberfrankenhalle Bayreuth; Textilmuseum Tilburg; Quary Bank Mill Styral, Manchester; Architekturmuseum, Breslau
- 1990–95: Bayreuther Kunstausstellung Kunstverein Bayreuth
- 1995: Grosse Kunstausstellung Haus der Kunst München
- 1996: Textile Objekte Städtisches Museum Zirndorf, Flexible II Pan European Art, Textilmuseum Tilburg; Art Gallery Manchester; Architekturmuseum Breslau
- 1998: Nürnberger Nachrichten Kunstpreis Germanisches Nationalmuseum Nürnberg
- 2000: raumdefinition Kunsthaus Nürnberg, Zeit Millenniumsprojekt der Stadt Fürth
- 2001 gisela hoffmann und anneke Klein-Kranenbarg galerie de vierde dimensie - plasmolen/nijmegen (nl)
- 2002 zwischenraum, galerie de vierde dimensie, plasmolen, (nl)
- 2003 artists at work, museo del tessuto, prato, i
- 2004: Osmose Museum für Konkrete Kunst, Ingolstadt (Fassadeninstallation 2004–2014), Dazwischen Forum Konkrete Kunst Erfurt
- 2005: 10 Jahre Kunst in Zirndorf Städtisches Museum Zirndorf
- 2007: Punkt – Linie – Raum Kunstverein Zirndorf MUK
- 2008: Gegenstandslos 200 Künstler aus 18 Ländern, Gesellschaft für Kunst und Gestaltung Bonn, Die Rationale II, Frauenmuseum (Bonn), Fränkisch – die Vereinbarkeit des Unvereinbaren, 30 Jahre Kunsthaus Nürnberg
- 2009: 1/1 - 1/100 Internationale Auflagenarbeiten von über 50 Künstlern, gkg Bonn, 12. Skulpturenpark, Bürgerpark Mörfelden-Walldorf
- 2009: Die unendliche Schleife, Institut für moderne Kunst Nürnberg, Kunst geht in die Stadt, Forum für Konkrete Kunst Erfurt, MeisterSchüler – Hanns Herpich – Gisela Hoffmann, Kunst Galerie Fürth
- 2010: 2. Internationaler André-Evard-Kunstpreis, Messmer Foundation Riegel, Stichwort Kunst – Drei Positionen – Drei Vorträge, Vortragsreihe des Kulturring c, Kunst Galerie Fürth
- 2011: Hommage an eine Gründergeneration, Institut für neue technische Form, Darmstadt, Kinetik – Kunst in Bewegung, Messmer Foundation Riegel, Biennale der Zeichnung II, Gisela Hoffmann + Helmut Kirsch, Städtische Galerie Schwabach
- 2012: Zwischenkunst II Objekte aus der Sammlung, Städtisches Museum Zirndorf
- 2013: Neon – vom Leuchten der Kunst Museum für Konkrete Kunst Ingolstadt, 3. Internationaler André-Evard-Kunstpreis-Ausstellung Kunsthalle Messmer Riegel, S(ch)ichtwechsel – Neue Blicke auf die Sammlung Museum für Konkrete Kunst Ingolstadt, Hommage an eine Gründergeneration – Grafiken aus der Sammlung Vera Röhm Lausanne, Ikkp Rehau
- 2014: Das Lichte und Leichte, Merdinger Kunstforum, Kunst-Konkret Akademiegalerie im Weisbachschenhaus Plauen
- 2014: Neon – Vom Leuchten der Kunst Stadtgalerie Saarbrücken
- 2015: Barock heute – 25 Jahre Merdinger Kunstforum Merdingen bei Freiburg
- 2015: yc @ is – Präsentation der neuen Editionen  is-projects, Leiden
- 2016: In between Kunstverein Kohlenhof Nürnberg e.V., 4. internationaler André-Evard-Kunstpreis-Ausstellung Kunsthalle Messmer Riegel
- 2016: linear – Gisela Hoffmann und Günter Walter pro arte ulmer kunststiftung
- 2017: raumlinien – space lines Galerie und Edition Bode in Nürnberg und Bode Galerie in Daegu Südkorea
- 2018 Labyrinth konkret... mit Nebenwegen Museum im Kulturspeicher Würzburg, gisela hoffmann - vielschichtig edition & galerie hoffmann Friedberg/Hessen, continuum - michael craik und gisela hoffmann galerie Schmidt und Schütte - Köln,  hier. - gomringer/hagenmaier/hoffmann - Galeriehaus Nord e.V. in Nürnberg
- 2019 einfach linien / simply lines - gisela hoffmann - Kunstverein Zirndorf MUK
- 2020 STOFF GEBEN :: sonja weber und gisela hoffmann galerie mariette haas in ingolstadt, ganz KONKRET - quadrART in Dornbirn - Austria
- 2021 KONKRET - 16 Positionen aus Franken – ikkp kunsthaus in Rehau
- 2022 NATURSTOFF / KUNSTSTOFF – Materialität in der Nürnberger Kunst - Kunstvilla Nürnberg
- 2023 EINMAL ANDERS gisela hoffmann und petra naumann – Städtische Galerie Amberg
- 2024 continuum - gisela hoffmann - Kunstverein Kohlenhof Nürnberg e.V.,  fuge 21 - gisela hoffmann (fassadeninstallation) und around / along / beyond / inside Galeria Domu Norymberskiego Kraków - Polen